# Ausra Fridrikas
Ausra Fridrikas (született: Ausra vagy Aušrelė Miklusyte, Varėna, 1967. április 30. –) szovjet-litván származású, világbajnok osztrák kézilabdázó, 1999-ben a világ legjobb női játékosa.

## Pályafutása

### Klubcsapatokban
Az Eglė Vilnius csapatával az 1987–1988-as szezonban EHF-kupát nyert. 1993 és 2000 között az osztrák Hypo Niederösterreich együttesével minden évben bajnoki címet és Osztrák Kupát nyert, emellett 1993-ban, 1994-ben, 1995-ben, 1998-ban és 2000-ben a Bajnokok Ligájában is az első helyen végzett. A dán Slagelsével az ott töltött időszaka alatt még két alkalommal nyert Bajnokok Ligáját és egyszer EHF-kupát. A klubnál viselt 11-es számú mezét távozása után visszavonultatták. 2005-ben visszatért Ausztriába, ahol előbb a Wiener Neustadt, majd újból a Hypo játékosa lett. Utóbbi csapatban fejezte be pályafutását 2007-ben.

### A válogatottban
Pályafutása során pályára lépett a szovjet, a litván és az osztrák válogatottban is. A Szovjetunió csapatával 1990-ben világbajnoki címet szerzett, az osztrák csapattal pedig bronzérmet az 1996-os Európa-bajnokságon és az 1999-es világbajnokságon. Utóbbi tornán megválasztották a legértékesebb játékosnak (MVP). Részt vett a 2000-es olimpián, ahol az osztrákok az ötödik helyen zártak.

### Edzőként
2011 októberében az osztrák női válogatott edzője lett. Dolgozott az utánpótlás válogatottaknál is, 2017-től 2019 végéig pedig a Dornbirn csapatának vezetőedzője volt.

## Családja
Férje a korábbi litván válogatott labdarúgó, Robertas Fridrikas, fia Lukas Fridrikas, szintén profi labdarúgó. 1995-ben kapott osztrák állampolgárságot.

## Sikerei, díjai
Klubcsapatokkal
- Bajnokok Ligája-győztes: 1992–1993, 1993–1994, 1994–1995, 1997–1998, 1999–2000, 2003–2004, 2004–2005
- EHF-kupa-győztes: 1987–1988, 2002–2003
- Litván bajnok: 1991, 1992
- Osztrák bajnok: 1993, 2000–2007
- Dán bajnok: 2003, 2005
- Osztrák Kupa-győztes: 1993, 2000–2007
- Norvég Kupa-győztes: 2001
- Dán Kupa-győztes: 2003

Egyéni elismerései
- A világ legjobb női játékosa: 1999
- Az 1999-es világbajnokság legjobb játékosa
- A 2001-es világbajnokság legjobb játékosa és gólkirálya (87 gól)
- A Bajnokok Ligája gólkirálya: 1999–2000 (97 gól), 2000–01 (83 gól)
- A norvég bajnokság gólkirálya: 2000–2001,  2001–2002